# 格奧爾基·克列爾熱
格奥尔基·约西福维奇·克勒热 (俄语：Георгий Иосифович Клерже，1883年4月19日—1938年）生於俄羅斯帝國埃里溫省，他是一位俄羅斯帝國上校以及俄國白軍中將，1917年至1918年擔任波斯哥萨克师指揮官，他還於1921年擔任格里戈里·米哈伊洛维奇·谢苗诺夫的參謀長。1935年移民上海，最終被日本佔領當局殺死。